# رسوایی روت‌کیت محافظت از تکثیر سونی
رسوایی روت‌کیت محافظت از تکثیر سونی یک رسوایی برملا شده در سال ۲۰۰۵ میلادی در پیاده‌سازی فریبنده، غیرقانونی و احتمالاً مضر Copy protection سونی بی‌ام‌جی در ۲۲ میلیون لوح فشرده بود که در آن، هنگامی که یکی از این سی‌دی‌ها در دستگاه قرار می‌گرفت، به طور خودکار، دو قطعهٔ نرم‌افزاری را به‌عنوان مدیریت حقوق دیجیتال برای مداخله در روند کپی سی‌دی، در سیستم‌عامل نصب می‌کرد.